# Олине
О́лине —  село в Україні, у Ямпільській селищній громаді Шосткинського району Сумської області. Населення становить 68 осіб. До 2020 орган місцевого самоврядування — Воздвиженська сільська рада.

## Географія
Село Олине знаходиться за 1 км від лівого берега річки Шостка, вище за течією на відстані 2,5 км розташоване село Іващенкове, нижче за течією на відстані 4,5 км розташоване село Собичеве, на протилежному березі - село Туранівка. До села примикає лісовий масив (дуб, сосна). По селу протікає пересихаючий струмок з загатами. Поруч проходить автомобільна дорога Т 1915.

## Історія
12 червня 2020 року, відповідно до розпорядження Кабінету Міністрів України № 723-р «Про визначення адміністративних центрів та затвердження територій територіальних громад Сумської області», село увійшло до складу Ямпільської селищної громади.
19 липня 2020 року, в результаті адміністративно-територіальної реформи та ліквідації Ямпільського району, село увійшло до складу новоутвореного Шосткинського району.